# Potključna arterija
Potključna arterija (lat. arteria subclavia) je velika krvna žila koja opskrbljuje krvlju glavu i ruke. U ljudskom tijelu razlikujemo lijevu potključnu arteriju (lat. arteria subclavia sinistra) i desnu potključnu arteriju (lat. arteria subclavia dextra).
Lijeva i desna potključna arterija razlikuju se u svom ishodištu. Lijeva potključna polazi izravno s luka aorte (lat. arcus aorte), a desna s ručnoglavenog stabla (lat. truncus brachiocephalicus).
Obje potključne arterije daje sljedeće grane:
- kralješnična arterija (lat. arteria vertebralis)
- nutarnja prsna arterija (lat. arteria thoracica interna)
- tireocervikalno arterijsko stablo (lat. truncus thyrocervicalis)
- kostocervikalno arterijsko stablo (lat. truncus costocervicalis)
- lat. arteria scapularis dorsalis

Potključna arterija ide do lateralnog ruba prvog rebra kada postaje pazušna arterija (lat. arteria axillaris).